# 鱗葉蘚
鱗葉蘚（学名：Taxiphyllum giraldii）为灰蘚科鱗葉蘚屬下的一个种。